# Adhara
Adhara (ε CMa / ε Canis Majoris / èpsilon Canis Majoris) és la segona estrella més brillant de la constel·lació del Ca Major, malgrat que la seva designació de Bayer li adjudiqui la cinquena posició en brillantor.
Es tracta d'una estrella doble, situada a uns 430 anys llum del sistema solar. L'estrella principal (Adhara A) té una magnitud aparent d'1,5, mentre que la secundària (Adhara B) té una magnitud aparent de +7,5 i està situada a una distància angular de 7,5", que correspon a unes 1.000 U.A.; malgrat tot no és segur que les dues estrelles formin un sistema lligat físicament.
El seu nom (a vegades escrit Adara) prové del terme àrab عذارى (‘aðāra), que significa "verges".